# 리틀 빅 히어로
《리틀 빅 히어로》(영어: Hero, 영국, 아일랜드, 오스트레일리아에서는 영어: Accidental Hero로 개봉)는 미국에서 제작된 스티븐 프리어스 감독의 1992년 코미디 드라마 영화이다. 더스틴 호프먼, 지나 데이비스, 앤디 가르시아 등이 출연하였고, 로라 지스킨 등이 제작에 참여하였다.

## 출연
- 더스틴 호프먼 - 버니 러플랜트 역
- 지나 데이비스 - 게일 게일리 역
- 앤디 가르시아 - 존 버버 역
- 조앤 큐색 - 에벌린 역
- 케빈 J. 오코너 - 처키 역
- 모리 체이킨 - 윈스턴 역
- 스티븐 토볼라우스키 - 제임스 월리스 역
- 크리스천 클레먼슨 - 콩클린 역
- 대니얼 볼드윈 - 소방관 덴턴 역
- 톰 아널드 - 칙 역
- 케이디 허프먼 - 레슬리 슈거 역
- 제임스 매디오 - 조이 역
- 레슬리 조던 - 법원 공무원 역
- 바니 마틴 - 법원 공무원 역 (크레디트 미기재)
- 리 윌코프 - 검사 역
- 돈 S. 데이비스 - 보호 관찰관 역
- 마틴 스타 - 혼수상태인 앨런 역
- 체비 체이스 - 디크, 채널 4 뉴스 국장 역 (크레디트 미기재)
- 에드워드 허먼 - 브로드먼 씨 역
- 제프 갈린 - 신문 판매원 역

## 기타 제작진
- 미술: 데니스 개스너
- 의상: 리처드 호넝

## 우리말 녹음
MBC 성우진 (2002년 12월 15일)
- 이종혁 - 버니 (더스틴 호프먼)
- 윤소라 - 게일 (지나 데이비스)
- 송준석 - 버버 (앤디 가르시아)
- 오주연 - 조이 (제임스 매디오)
- 김명수 - 디킨스
- 변종필 - 월리스 (스티븐 토볼라우스키)
- 권혁수 - 콩클린 (크리스천 클레먼슨)
- 박신희 - 에벌린 (조앤 큐색)
- 박영화 - 엘리엇 (돈 예소)
- 정남 - 변호사
- 이성
- 김호성
- 엄태국
- 최석필
- 김민성
- 고성일
- 김지영
- 배정민
- 이상훈
- 표영재
- 문남숙
- 방성준
- 정재헌